# Stazione di Shin-Urayasu
La stazione di Shin-Urayasu (新浦安駅?, Shin-Urayasu-eki) è una stazione ferroviaria di Urayasu, città della prefettura di Chiba, in Giappone confinante con la metropoli di Tokyo. La stazione è servita dalla linea Keiyō della JR East.

## Linee
East Japan Railway Company
■ Linea Keiyō

## Struttura
La stazione è dotata di un marciapiede a isola centrale con due binari passanti su viadotto.
| 1 | ■ Linea Keiyō     | per Nishi-Funabashi, Kaihin-Makuhari e Soga        |
| 1 | ■ Linea Musashino | per Nishi-Funabashi, Shin-Matsudo e Fuchū-Hommachi |
| 2 | ■ Linea Keiyō     | per Maihama, Shin-Kiba e Tokyo                     |

## Stazioni adiacenti
| «                             | Servizio    | »                 |
| Linea Keiyō                   | Linea Keiyō | Linea Keiyō       |
| ----------------------------- | ----------- | ----------------- |
| Maihama                       | Locale      | Ichikawa-Shiohama |
| Maihama                       | Rapido      | Minami-Funabashi  |
| Il Rapido Pendolari non ferma |             |                   |